# Stoepino

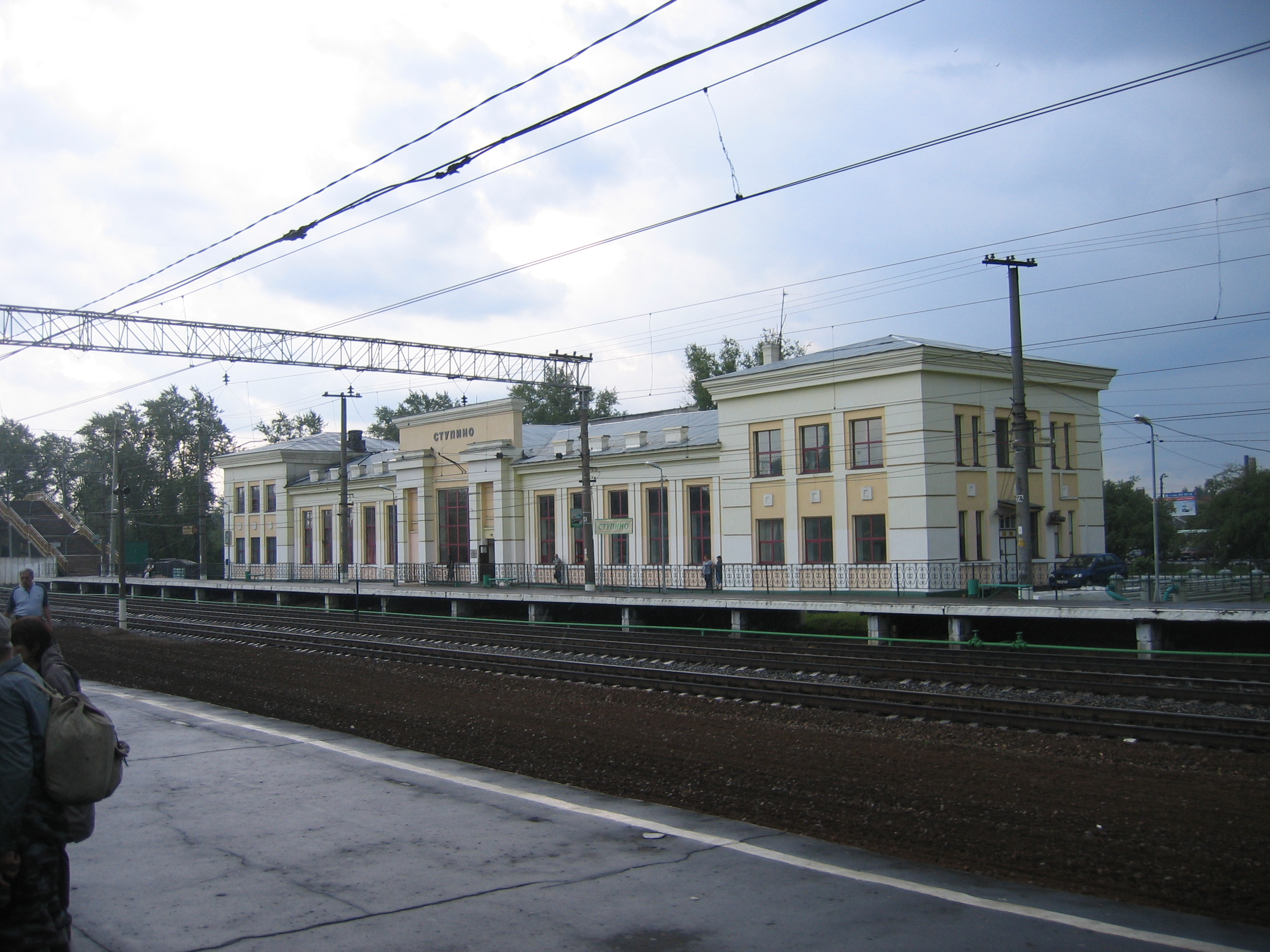
station in Stupino

Stoepino (Russisch: Ступино, Stoepino) is een stad op 110 kilometer ten zuiden van Moskou en 9 kilometer ten noordwesten van Kasjira. De stad ligt aan de rivier de Oka en staat onder oblastjurisdictie van de oblast Moskou. In het gelijknamige district leven ongeveer 115.000 mensen. In 2004 werd de plaats Prioksk geannexeerd.
Stoepino heeft sinds 28 mei 1995 een partnerschap met de stad Telgte in Westfalen (Duitsland) gesloten.

## Oprichting
De plaats werd het eerst vermeld als Stoepinski in 1507. Vanaf 1532 werd de naam veranderd naar Stoepino. In 1934 kreeg het de status van werknederzetting. In 1938 kreeg Stoepino de status van stad en in 1939 werd het een gesloten stad. Tijdens de Koude Oorlog was het een belangrijk centrum voor de Russische wapenproductie.

## Industrie
Sinds 1995 heeft het Amerikaanse bedrijf Masterfoods er een van de grootste fabrieken ter wereld gevestigd.
De plaats kent vanaf 2006 een fabriek van Volkswagen AG - deze fabriek gaat de Škoda Octavia en de Volkswagen Gol produceren.